# Kaštela
Kaštela (tudi Kašteli), je skupno ime za mestno občino na Hrvaškem kot enoto lokalne samouprave (hrvaško Grad Kaštela), ki šteje 38.000 prebivalcev in ki spada v Splitsko-dalmatinsko županijo in za širše področje, ki leži med Trogirom in Splitom. 

## Geografija
Širše območje Kaštela je dolgo okoli 20 km med mestoma Trogir in Split v smeri vzhod-zahod med severno obalo Kaštelanskega zaliva na jugu, vrhovi Trnošćaka (472 m), Labišnice (701 m), Opore (602 m) in Kozjaka (779 m) na severu in Krbana (144 m) na zahodu. Na širšem območju mestnega zaledja se vzhodni del Kaštela strmo spušča proti morju, medtem ko je zahodni del prostrana ravnina (Veliko in Malo polje) zasejano s sadovnjaki, nasadi oljk, vinogradi in vrtovi. Kaštela se delijo na Dolnja in Gornja. Zime so blage in vlažne, poletja pa topla in suha. Stalni izviri vode so redki. Mesto Kaštela pa sestavlja sedem naselij, ki si od Divulj proti Solinu sledijo: Kaštel Štafilić, Kaštel Novi, Kaštel Stari, Kaštel Lukšić, Kaštel Kambelovac, Kaštel Gomilica in Kaštel Sućurac.

## Zgodovina
Jedra samostojnih naselij, ki so se razvila ob fevdalnih kaštelih (utrjenih gradovih in dvorcih), zgrajenih ob koncu 15. in začetku 16. stoletja, stojijo na najbolj slikovitih točkah in izstopajo s svojo arhitekturo. Kašteli so sčasoma prerasli svojo obrambno funkcijo ter postali bogati dvorci okoli katerih so se razvila naselja. Vseh sedem naselij je zgrajenih ob obali. Gradili so jih domači mojstri, naselili pa begunci iz okolice, ko znotraj utrjenih dvorcev iskali zaščito pred Turki po zasedbi Bosne.

## Demografija
Kaštela je od prvega popisa prebivalcev leta 1857, ko je na celotnem področju živelo 5.097 prebivalcev do zadnjega popisa leta 2001 imela stalno rast. Pri popisu leta 2001 je mesto Kaštela imelo 34.103 prebivalcev, od katerih so veliko večino (96,65%) predstavljali Hrvati., popis iz leta 2011 jih je naštel 38.667, 2021 pa le še 37.951. Na celotnem področju Kaštel je leta 2001 živelo 38.474 prebivalcev, 